# Zlatogorita
La zlatogorita és un mineral de la classe dels sulfurs, que pertany al grup de la niquelina. Rep el seu nom del dipòsit de Zlatoya Gora, a Rússia, la seva localitat tipus.

## Característiques
La zlatogorita és un antimonur de fórmula química NiCuSb₂. Va ser aprovada com a espècie vàlida per l'Associació Mineralògica Internacional l'any 1994. Cristal·litza en el sistema trigonal. La seva duresa a l'escala de Mohs és 4,5.
Segons la classificació de Nickel-Strunz, la zlatogorita pertany a «02.C - Sulfurs metàl·lics, M:S = 1:1 (i similars), amb Ni, Fe, Co, PGE, etc.» juntament amb els següents minerals: achavalita, breithauptita, freboldita, kotulskita, langisita, niquelina, sederholmita, sobolevskita, stumpflita, sudburyita, jaipurita, pirrotina, smythita, troilita, cherepanovita, modderita, rutenarsenita, westerveldita, mil·lerita, mäkinenita, mackinawita, hexatestibiopanickelita, vavřínita, braggita, cooperita i vysotskita.

## Formació i jaciments
Va ser descoberta al dipòsit d'or de Zlatoya Gora, a la vall de Soimon, prop de Karabash, a l'óblast de Txeliàbinsk, Rússia. També ha estat descrita a Castleside, al comtat anglès de Durham, al Regne Unit.